# فاليري بيكريس
فاليري بيكريس (بالفرنسية: Valérie Pécresse) (
تنطق بالفرنسية: [valeʁi pekʁɛs]، مزدادة في 14 يوليو 1967) هي سياسية فرنسية، وهي نائبة عن إقليم الإيفلين في الجمعية الوطنية الفرنسية منذ العام 2002. شغلت وزارتي المالية (2007–2011) والتعليم العالي والأبحاث والابتكار (2011–2012) وكانت المتحدثة الرسمية باسم الحكومة خلال فترتها في وزارة المالية.

## سيرتها
ولدت فاليري في 14 يوليو 1967 في نويي-سور-سين لوالدها «دومينيك» رو الذي كان رئيسا لشركة اتصالات فرنسية وزوجته «كاثرين بيرتانيا». تعلقت بالكاثوليكية واعتنقتها، وتزوجت من «جيغوم بيكريس» الذي يعمل نائبا لمدير شركة ألستوم في 6 أغسطس 1994 ورُزقا بثلاثة أطفال.

## تعليمها

### التعليم الأولي
درست في مدرسة خاصة في نويي-سور-سين وانتقلت نحو يالطا الروسية خلال مخيم صيفي للشباب الشيوعي، حصلت على شهادة الباكالوريا في عمر 16 سنة.

### الأقسام التحضيرية
نجحت في تجاوز الأقسام التحضيرية للمدارس العليا والتحقت بالمدرسة العليا للتجارة، ثم بعدها قدّمت في جامعة باريس دوفين اجتازت الاختبارات الأولية هناك ودرست فيها.

### التعليم العالي
تخرجت فاليري من المدرسة العليا للتجارة والمدرسة الوطنية للإدارة، وتتقن كل من اللغة الفرنسية، الإنجليزية، الروسية واليابانية.

## مناصبها

### في الحكومة
- المتحدثة الرسمية باسم الحكومة
- وزيرة المالية
- وزيرة التعليم العالي والأبحاث

### الولايات الانتخابية
- عضوة الجمعية الوطنية الفرنسية
- المجلس الجهوي لإقليم إيل دو فرانس